# Artemas
Artemas Michael Diamandis, noto semplicemente come Artemas (in greco Αρτέμας Διαμαντής?, Artemas Diamantīs; Oxfordshire, 23 settembre 1999), è un cantante britannico di origini cipriote.

## Biografia
Cresciuto in un villaggio di Oxfordshire, Artemas si è fatto conoscere dopo che If U Think I'm Pretty ha trovato viralità sulle reti sociali; il brano, contenuto nel secondo mixtape Pretty, è stato il suo primo ingresso nella Official Singles Chart, nonché il primo a ottenere una certificazione d'argento dalla British Phonographic Industry e quella d'oro dalla Music Canada.
La hit che ha consacrato l'artista al successo è stata I Like the Way You Kiss Me, che ha raggiunto la 2ª posizione della classifica mondiale stilata da Billboard con oltre 65,9 milioni stream rilevati da Luminate Data. Certificato platino nel Regno Unito e doppio platino in Canada, ha raggiunto il podio in patria e la 12ª posizione della Billboard Hot 100. Il brano, finito in lizza per la canzone dell'anno ai BRIT Awards 2025 e premiato con un Emma gaala, è contenuto nel terzo mixtape Yustyna, uscito nel luglio 2024.

## Discografia

### Mixtape
- 2022 – I'm Sorry I'm like This
- 2024 – Pretty
- 2024 – Yustyna

### Singoli
- 2020 – High 4 U
- 2021 – I'm Trynna Tell U That I Love U
- 2022 – Favourite
- 2022 – I'm Sorry
- 2022 – Waiting for It All to Go Wrong
- 2022 – Trash
- 2022 – My Love, I Feel So Low
- 2022 – Me n My Girl
- 2022 – Mi Amor
- 2023 – Can't Stop Loving You
- 2023 – Sink or Swim
- 2023 – Tattoos
- 2023 – I'll Make You Miss Me
- 2023 – You Were a Dream
- 2023 – Don't You Start
- 2023 – Cross My Heart
- 2023 – If U Think I'm Pretty
- 2023 – Just Want U to Feel Something
- 2023 – Ur Special to Me
- 2024 – I Like the Way You Kiss Me
- 2024 – Dirty Little Secret
- 2024 – Wet Dreams
- 2024 – So Stunning
- 2024 – How Could U Love Somebody like Me?
- 2024 – Fancy/XVideos
- 2025 – Southbound/Test Drive
- 2025 – I Guess U Never Really Cared About Me

## Tournée
- 2024 – Pretty Tour
- 2024 – You're Really Early...The Tour
- 2025 – The Americas Tour